# Ophisurus
Ophisurus – rodzaj ryb promieniopłetwych z podrodziny Ophichthinae w obrębie rodziny żmijakowatych (Ophichthidae).

## Rozmieszczenie geograficzne
Do rodzaju należą gatunki występujące w wodach Oceanu Spokojnego i Oceanu Atlantyckiego wraz z Morzem Śródziemnym.

## Morfologia
Długość ciała do 250 cm; brak danych dotyczących masy ciała.

## Systematyka
Rodzaj zdefiniował w 1800 roku francuski przyrodnik Bernard Germain de Lacépède w publikacji własnego autorstwa poświęconej historii naturalnej ryb. Gatunkiem typowym jest (późniejsze oznaczenie) żmijak piaskowy (O. serpens).

### Etymologia
- Ophisurus: gr. οφις ophis, οφεως opheōs ‘wąż’; ουρα oura ‘ogon’[8].
- Leptognathus: gr. λεπτος leptos ‘delikatny, drobny’[9]; γναθος gnathos ‘żuchwa’[10]. Gatunek typowy (oznaczenie monotypowe): Leptognathus oxyrhynchus Swainson, 1838 (= Muraena serpens Linnaeus, 1758).
- Leptorhynchus: gr. λεπτος leptos ‘delikatny, drobny’[9]; ῥυγχος rhunkhos ‘pysk, ryj, dziób’[11]. Gatunek typowy (oznaczenie monotypowe): Leptorhynchus capensis Smith, 1840 (= Muraena serpens Linnaeus, 1758).
- Anepistomon: etymologia niejasna, autor nie wyjaśnił znaczenia nazwy rodzajowej; być może od gr. ανεπιστημων anepistēmōn ‘nieumiejętny’[12].

### Podział systematyczny
Do rodzaju należą następujące gatunki:
- Ophisurus macrorhynchos Bleeker, 1852
- Ophisurus serpens (Linnaeus, 1758) – żmijak piaskowy[13]